# Isalo Nemzeti Park
Az Isalo Nemzeti Park Madagaszkár Ihorombe régiójában, a Fianarantsoa tartomány délnyugati sarkában terül el. A legközelebbi város Ranohira, a legközelebbi nagyvárosok Toliara és Ihosy. A területet homokkő borítja, melyet a szél és a víz koptatott, rajta sziklakinövéseket, fennsíkokat, és 200 m mély kanyonokat alakítva. Állandó folyók és számos időszakos vízfolyás szabdalja. Tengerszint feletti magassága 510 és 1268 m között váltakozik.

## Története és jelentősége
Az Isalo Nemzeti Parkot 1962-ben hozták létre, 1997 óta a Madagascar  National Parks Association (Madagaszkári Nemzeti Parkok Egyesülése)  irányítja. A területen mindig is a bara etnikai csoport tagjai éltek. A barák egy nomád népcsoport, mely szarvasmarhatartásból (zebu) tartja fenn magát. A területen a barák, sőt a sakalavák egyes ősi temetkezési helyei is megtalálhatók. Isalo főként a száraz lombhullató erdők ökorégióján belül fekszik; ennek az ökorégiónak a természetes növényzete az eredeti kiterjedésének csaknem 40%-ával csökkent. A park területén megtalálható a félpárás erdők ökorégiója is, melyben számos endemikus faj talál otthont, és melyek veszélyeztetett/súlyosan veszélyeztetett státuszt kaptak, mivel természetes élőhelyük kis területre szorult vissza, és ez a terület is nagy mértékben töredezett. 
A park erdős területeit az endemikus Uapaca bojeri fák (tapia) borítják. Ez egy olyan erdőtípus, melynek területe korlátozott, és csak Madagaszkár központi felföldjein található meg. A legnagyobb területű érintetlen tapia erdők Isalóban találhatók. Számos csaknem endemikus növényfaj található itt, melyek közül 13 faj csak Isalóban él, és 35 olyan ritka faj, mely a parkon kívül csak néhány helyen lelhető fel. A Sarcolaenaceae növénycsalád csak Madagaszkáron honos, két faja,  a Sarcolaena isaloensis és a  Sarcolaena isaloensis pedig csak az Isalo Nemzeti Parkban található meg. Szokatlan megjelenésű zuzmók is élnek itt, beleértve a Isalonactis madagascariensis típusfaját, melynek egyetlen ismert helye a parkban van.

## Klímája
Az Isalo Nemzeti Park Madagaszkár száraz nyugati felén terül el a száraz lombhullató erdők zónájában. A terület klímája forró és száraz, két évszakkal: egy hűvösebb szárazabb és egy melegebb nedvesebb évszakkal. Az évszakok 5–7 hónapig tartanak. A hőmérséklet 15˚C - 32˚C között változik, az éves átlaghőmérséklet 21.8 °C , az átlagos csapadék mennyisége 791 mm (Ranohirában). A csapadék mennyisége júniusban a legkevesebb, átlagosan 2 mm. A december-februári hónapok a legnedvesebbek. Az átlagos januári csapadékmennyiség 199 mm, bár a 2018/2019-es nedves évszakban heves esőzések voltak, csak januárban 526 mm eső esett.

## Geológiája
A park a Morondava-medence déli részén fekszik, legfontosabb geológiai képződményeit az Isalo formációcsoportba sorolják, amely az Isalo-masszívumot alkotja. A formációcsoport vastagsága elérheti a 6000 m-t, triász-korai jura eredetű, és durva szemcsézetű homokkőfonatok alkotják. Az Isalo-masszívumot a szél és a víz koptatta, mély kanyonokat, homokkő boltozatokat, sík tetejű hegyeket, és meredek, szabálytalan oldalú alakzatokat létrehozva, melyeket francia nevük után „runiforme”-nak hívnak.

## Turizmus
A látogatók csak helyi vezetővel látogathatják a parkot, vezetőt Ranohirában lehet bérelni. A túrák néhány órától akár egy hétig vagy tovább is tarthatnak. A parkban több természetes, fürdésre alkalmas medence található. Kiváló helyek vannak a Benson-kövirigó megfigyelésére. A park számára a fő fenyegetést az illegális bozótégetés jelenti, mellyel a legeltetésre szolgáló területet próbálják növelni.

## Faunja
Az isalo Nemzeti Parkban 14 különböző emlősfaj él, köztük több makifaj.
- Gyűrűsfarkú maki (Lemur catta)
- Verreaux-szifaka (Propithecus verreauxi)
- Vöröshomlokú maki (Eulemur rufifrons)
- Szürke egérmaki Microcebus murinus)
- Vörösfarkú fürgemaki (Lepilemur ruficaudatus)
- Coquerel-törpemaki (Mirza coquereli)

Több mint 100 madárfaj él a parkban, például a Benson-kövirigó (Monticola sharpei bensoni), a bütykös fényréce (Sarkidiornis melanotos) és a sörényes íbisz (Lophotibis cristata).  
24 kétéltűfajt és 47 hüllőfajt figyeltek meg a park területén, köztük számos új, még le nem írt fajt. A park endemikus  fajai közé négy kétéltűfaj,  a Gephyromantis azzurrae, a Mantella expectata, a Mantidactylus noralottae és a Scaphiophryne gottlebei, valamint egy hüllőfaj, a Trachylepis nancycoutuae tartozik. Érdemes megemlíteni az Acrantophis madagascariensis boafajt, a Duméril-boát (Acrantophis dumerili) és a Boophis albilabris fajt.

## Flórája
Az Isalo régió növénytani felmérését és gyűjtését Perrier de la Bâthie kezdte 1910-ben. Az általa itt dokumentált 400 faj közül csak 10 nem őshonos növény. A szövetes növények közül a legtöbb (több mint 70%) Madagaszkár endemikus növénye. 13 faj csak Isalóban található meg, és van 35 olyan ritka faj, ami csak néhány más helyen honos.
Néhány, csak a parkban megtalálható növényfaj:
- Cynanchum graminiforme
- Cynanchum rauhianum
- Aloe isaloensis
- Helichrysum neoisalense
- Monotes madagascariensis
- Crotalaria isaloensis
- Kotschya perrieri
- Tephrosia isaloensis
- Radamaea latifolia
- Thelethylax isalensis
- Anthospermum longisepalum
- Sarcolaena isaloensis
- Schizolaena isaloensis

Néhány növény egész taxonómiai családja a szigeten endemikus. Néhány példa ezekre: Asteropeiaceae, Sarcolaenaceae és Sphaerosepalaceae. A Sarcolaenaceae növénycsaládból két faj, a Sarcolaena isaloensis és a Schizolaena isaloensis csak a parkban él.

## Zuzmók

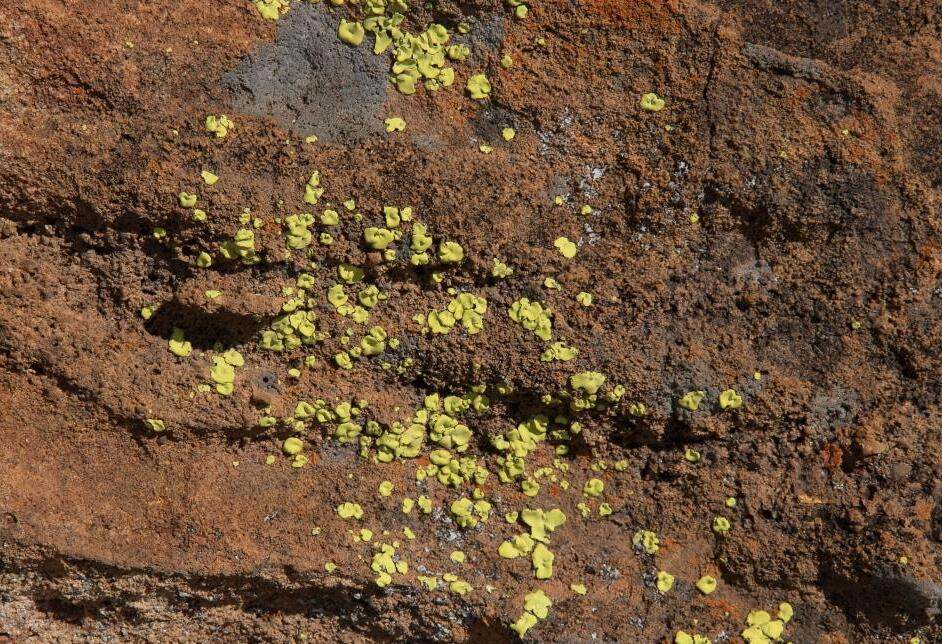
Dermatiscum thunbergii zuzmó az Isalo Nemzeti Parkban

Madagaszkár zuzmóiról nem tudunk sokat, annak ellenére, hogy több mint 500 fajt dokumentáltak. Az ország száraz területein csak kb. 20 faj található. Ezek közül többet Isalóban írtak le, beleértve az endemikus Isalonactis madagascariensis fajt.

## Növényzet
Isalo legnagyobb része a  száraz lombhullató erdők ökorégiójába esik. Ennek az ökorégiónak a természetes növényzete az eredeti kiterjedésének csaknem 40%-ával csökkent. A park területén megtalálható a félpárás erdők ökorégiója is, melyben számos endemikus faj talál otthont, és melyek veszélyeztetett/súlyosan veszélyeztetett státuszt kaptak, mivel természetes élőhelyük kis területre szorult vissza, és ez a terület is nagy mértékben töredezett. Az Isalo Nemzeti Parkban hat fő természetes élőhelytípus található.

### Szklerofil erdők
A park szklerofil (kemény levelű, szárazsághoz alkalmazkodott) erdeit az endemikus Uapaca bojeri dominálja. Ez a típusú erdő csak Madagaszkár középső fennsíkjain honos. A legnagyobb területű érintetlen tapia erdök Isalóban találhatók. Ezek az erdők alkalmazkodtak a rendszeres égetéshez, jellemzőjük a viszonylag nyitott lombkorona, melyet tapia fák dominlnak, de más fafajták is találhatók bennük (Euphorbiaceae vagy az endemikus Sarcolaenaceae). A bozótos réteg fő alkotónövényei az Asteraceae, a Rubiaceae és a Leguminosae családba tartoznak, az aljnövényzetet fűfélék alkotják. Ebben az élőhelytípusban endemikus Kalanchoe és Aloe fajok nőnek.

### Örökzöld párás erdők
Ezek az erdők párás élőhelyek, például patakpartok, vagy mély szurdokok környékén alakultak ki. A mély kanyonokban élő erdőkben többféle pálmafaj él: Ravenea és Dypsis fajok, Breonadia salicina, Weinmannia, Voacanga és Dracaena fajok. Ezekben a párás élőhelyekben mostanában a betelepített fajok dominálnak, például a Melia azedarach, a Mangifera indica vagy az Eugenia fajok.

### Pandanus bozótosok
A Pandanus bozótosok, melyekben főként a Pandanus pulcher fordul elő, a sekélyebb völgyekben vagy kisebb vízfolyások mentén alakultak ki, vagy olyan helyeken, ahol az erdő lepusztult vagy gyakran leégetik.

### Szárazságtűrő (xerofita) növényzet
Ez az élőhely száraz, sziklás területeket, meredek sziklafalakat, hegygerinceket jelent. Bár a növényzet ritka, számos endemikus faj található benne, például a Pachypodium rosulatum var. gracilius, és az Aloe isaloensis.

### Másodlagos cserjések
A másodlagos cserjések ott alakultak ki,  ahol az Isalo-masszívum lejtői elérik a mezőket és a legelőket. A leggyakoribb fajok: Mimosa latispinosa, Vangueria madagascariensis, Maesa lanceolata, Aphloia theaeformis, Crotalaria fajok és az indiai tamarindusz (Tamarindus indica).

### Rétek
Az őshonos rétek, melyek korábban valószínűleg csak kisebb foltokat alkottak, valószínűleg az intenzív égetés következtében kiterjedtek, és most szarvasmarha-legeltetésre szolgálnak. A rétek (melyeket pszeudo-sztyeppének is neveznek) már mindenhol megtalálhatók Isalo területén, fő növényfajai az Aristida similis és a Aristida rufescens valamint Trachypogon és Heteropogon fajok. A gyakori égetés fenntartja a réteket és megakadályozza a fák visszanövését.

## Galéria

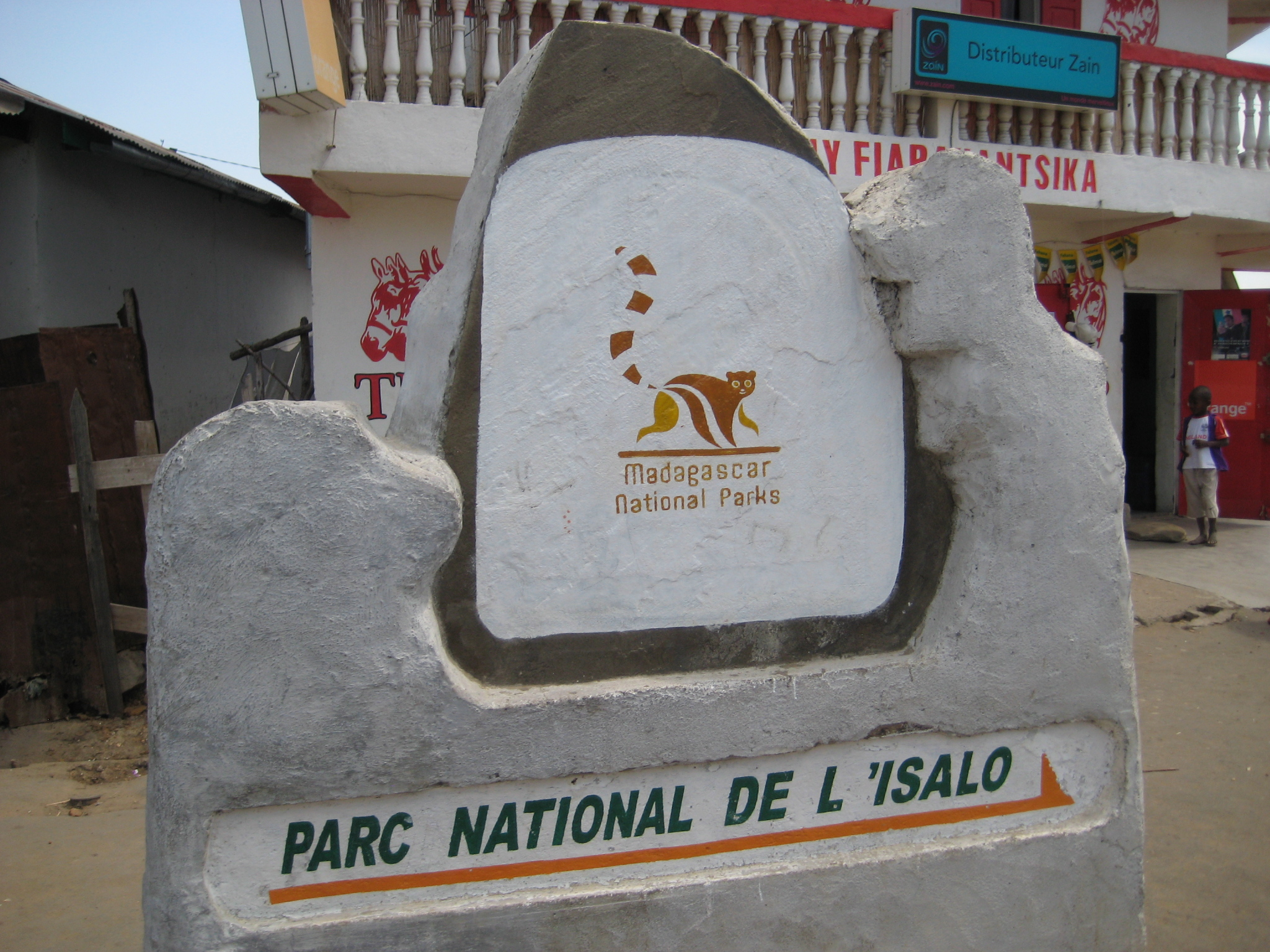
Az Isalo Nemzeti Park bejárata
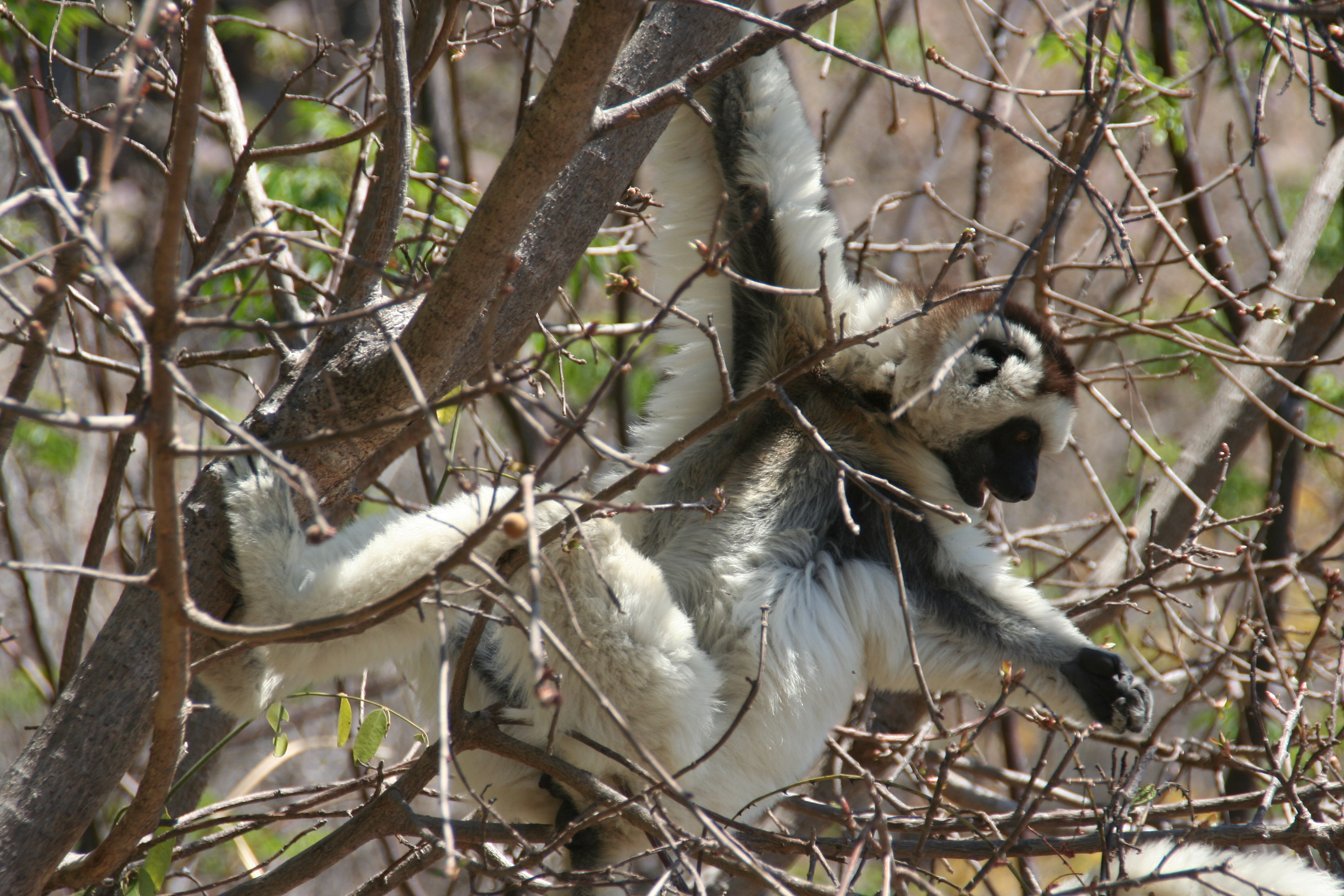
Verreaux-szifaka az Isalo Nemzeti Parkban
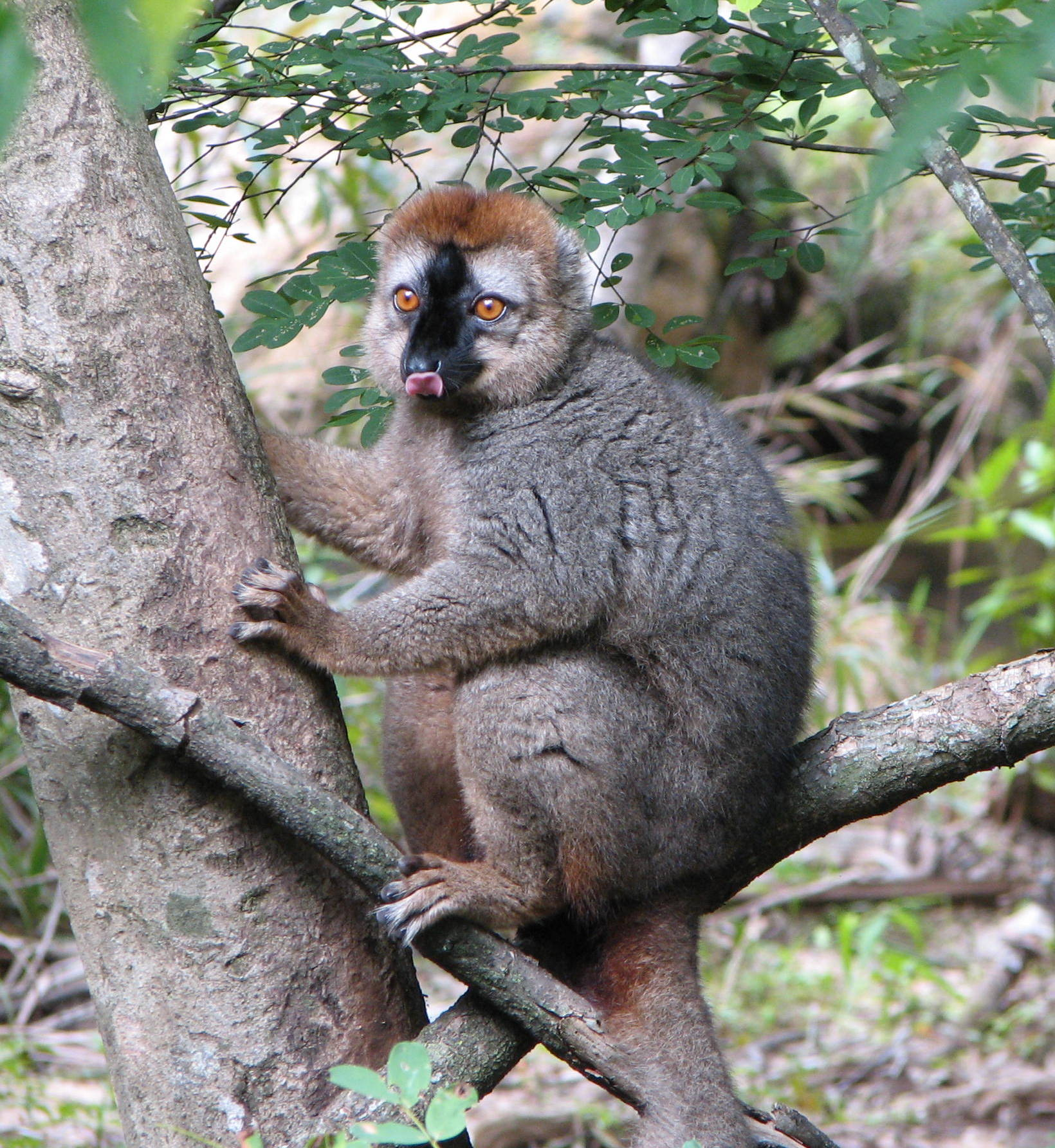
Vöröshomlokú maki az Isalo Nemzeti Parkban
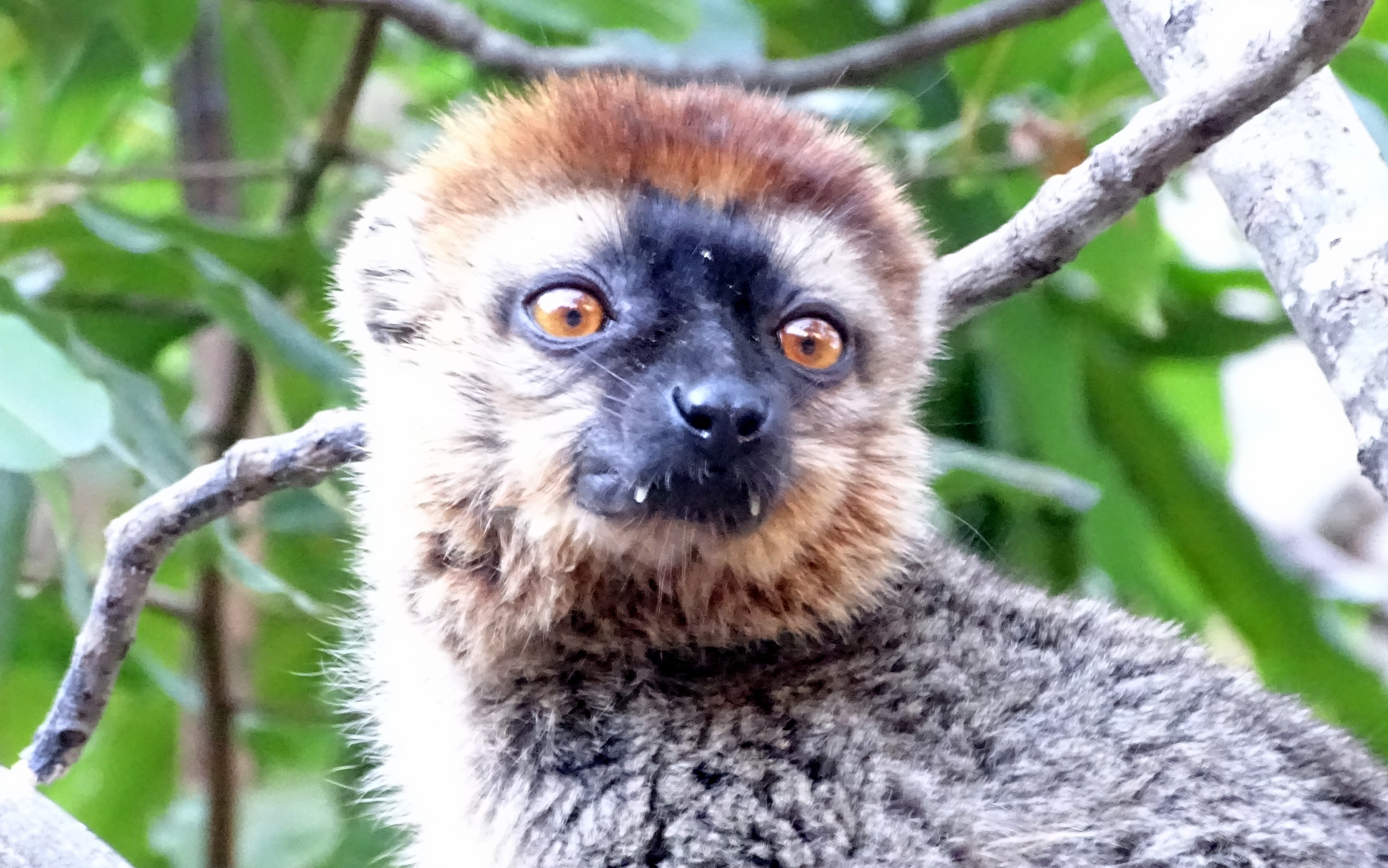
Vöröshomlokú maki
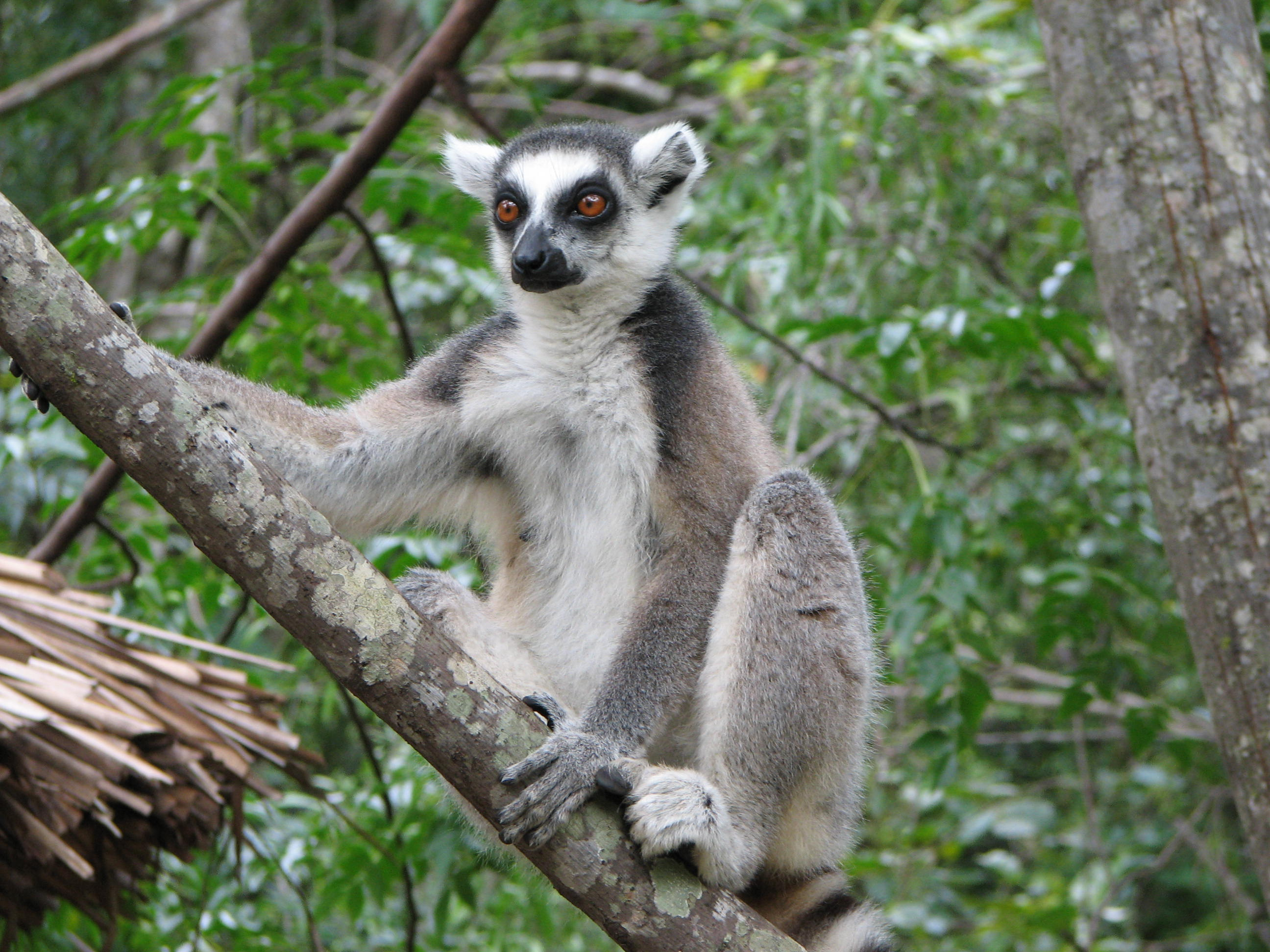
Gyűrűsfarkú maki
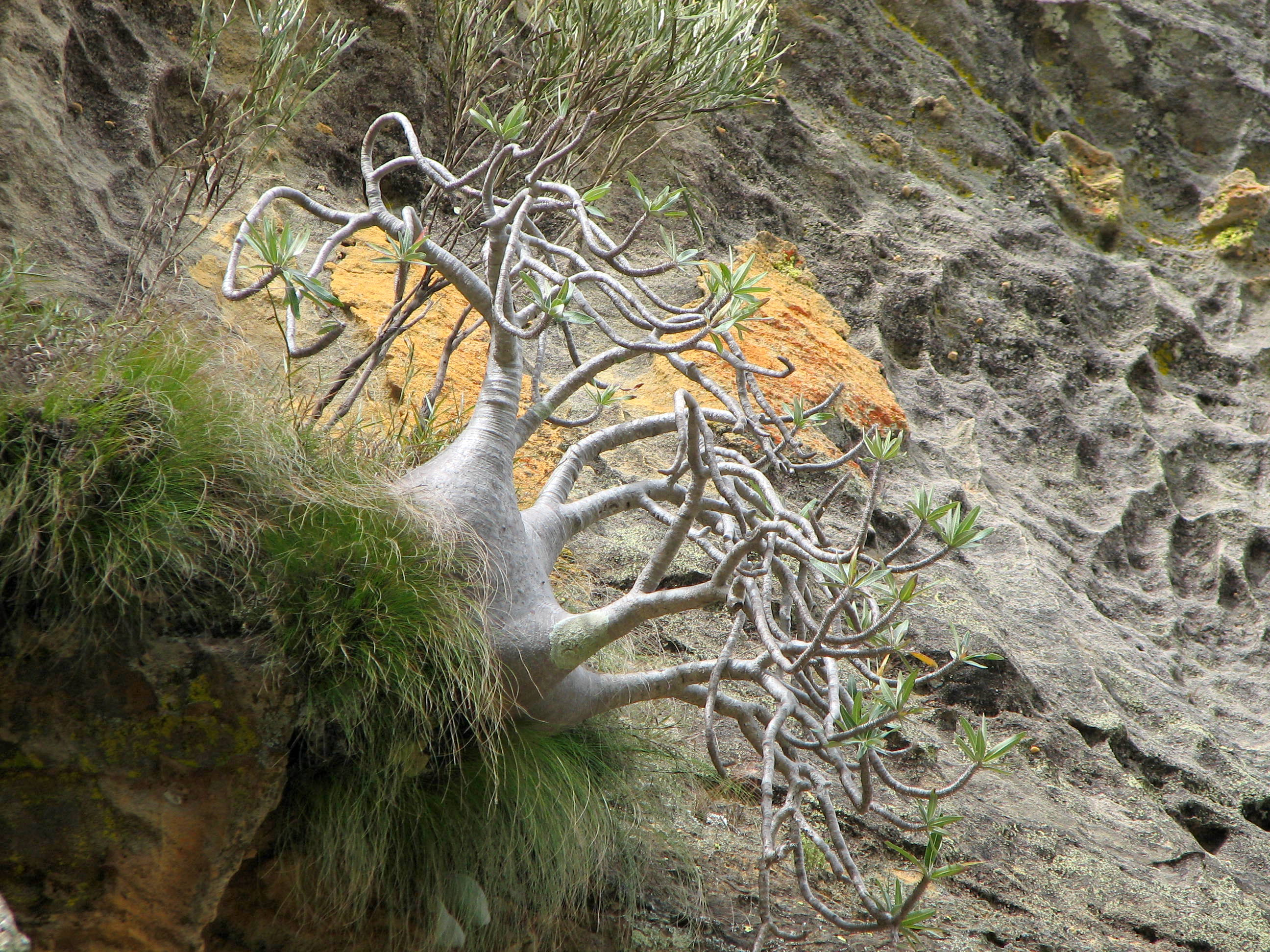
Pachypodium rosulatum gracilius
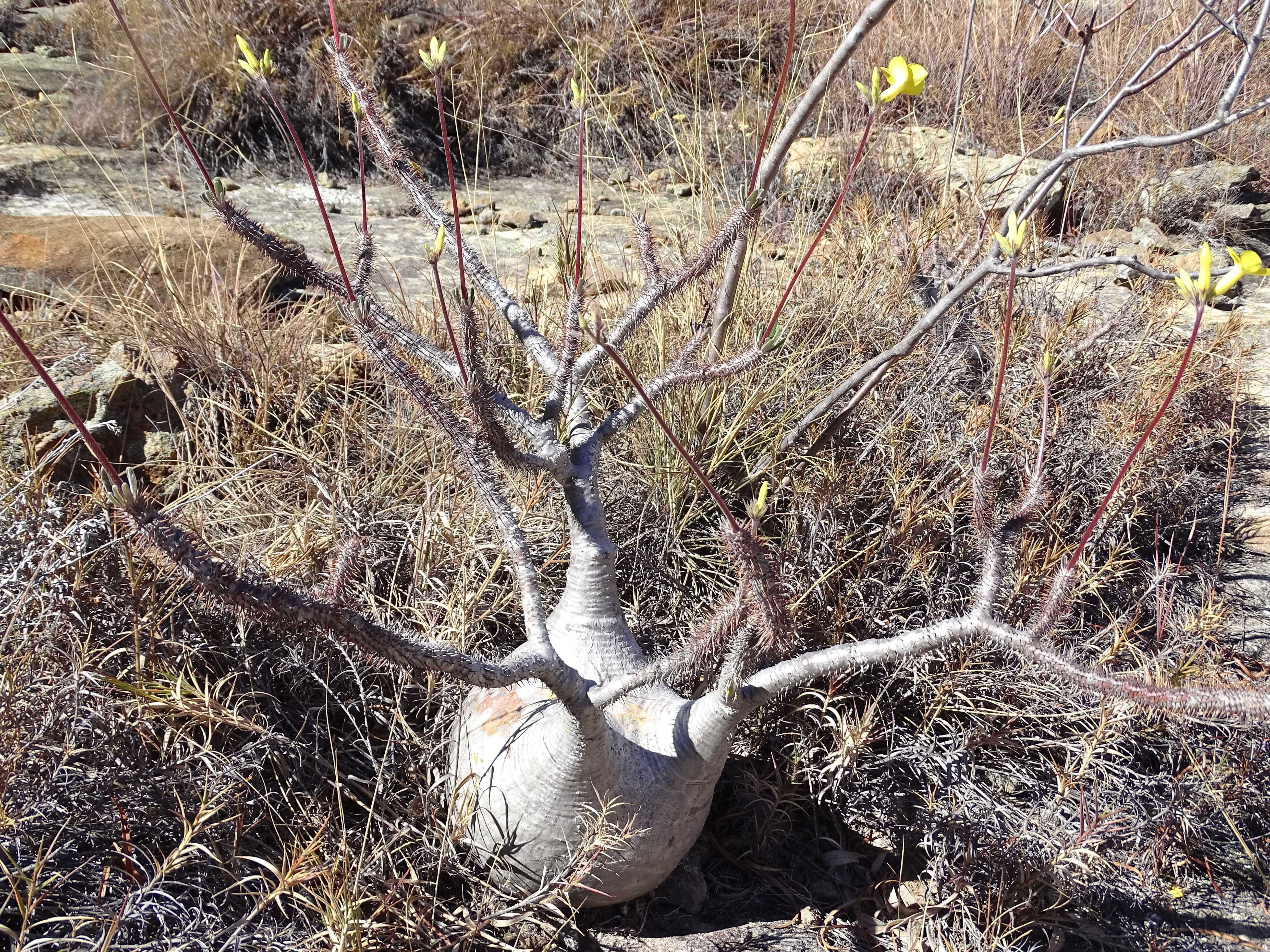
Pachypodium rosulatum a parkban
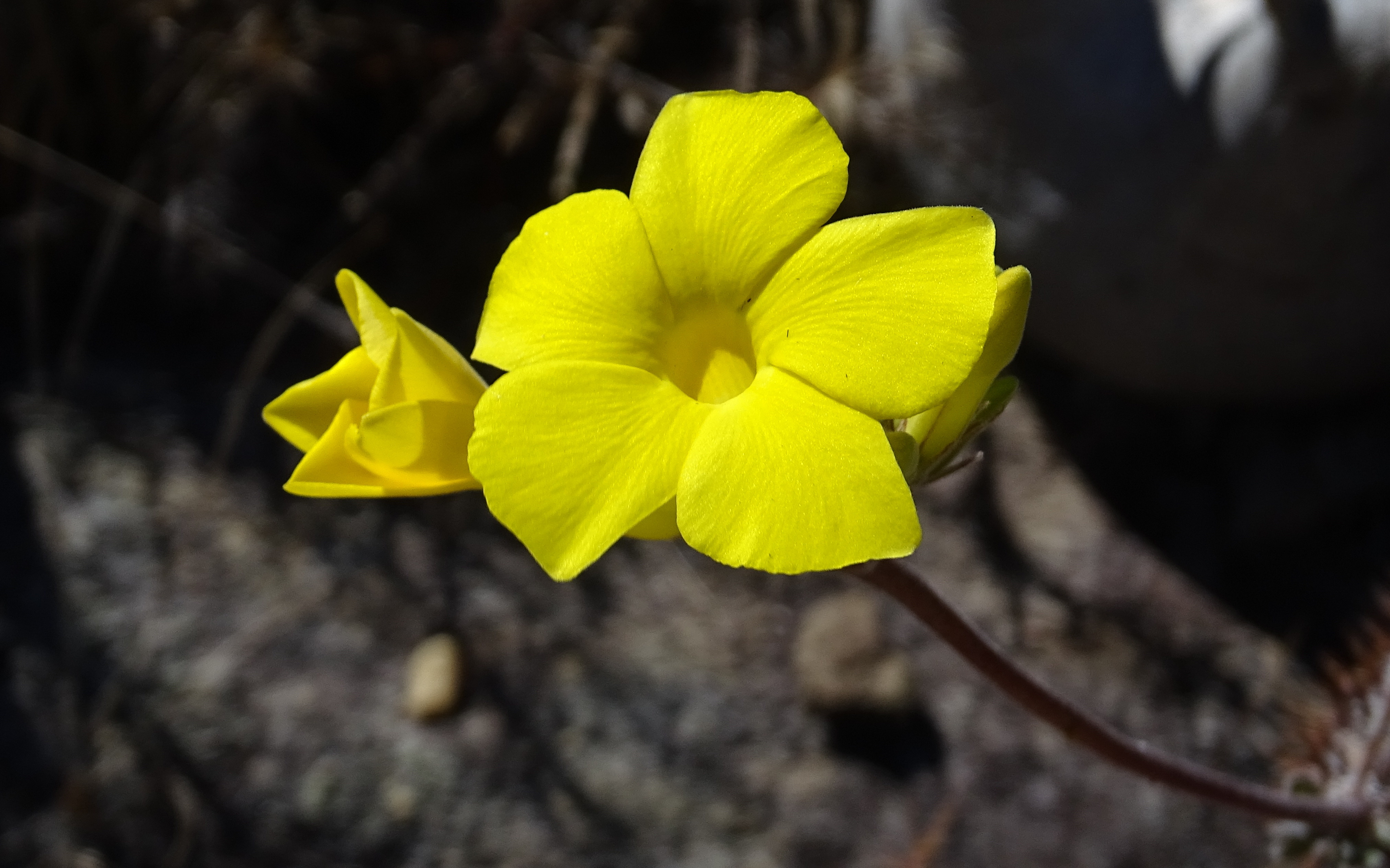
Virágzó Pachypodium rosulatum
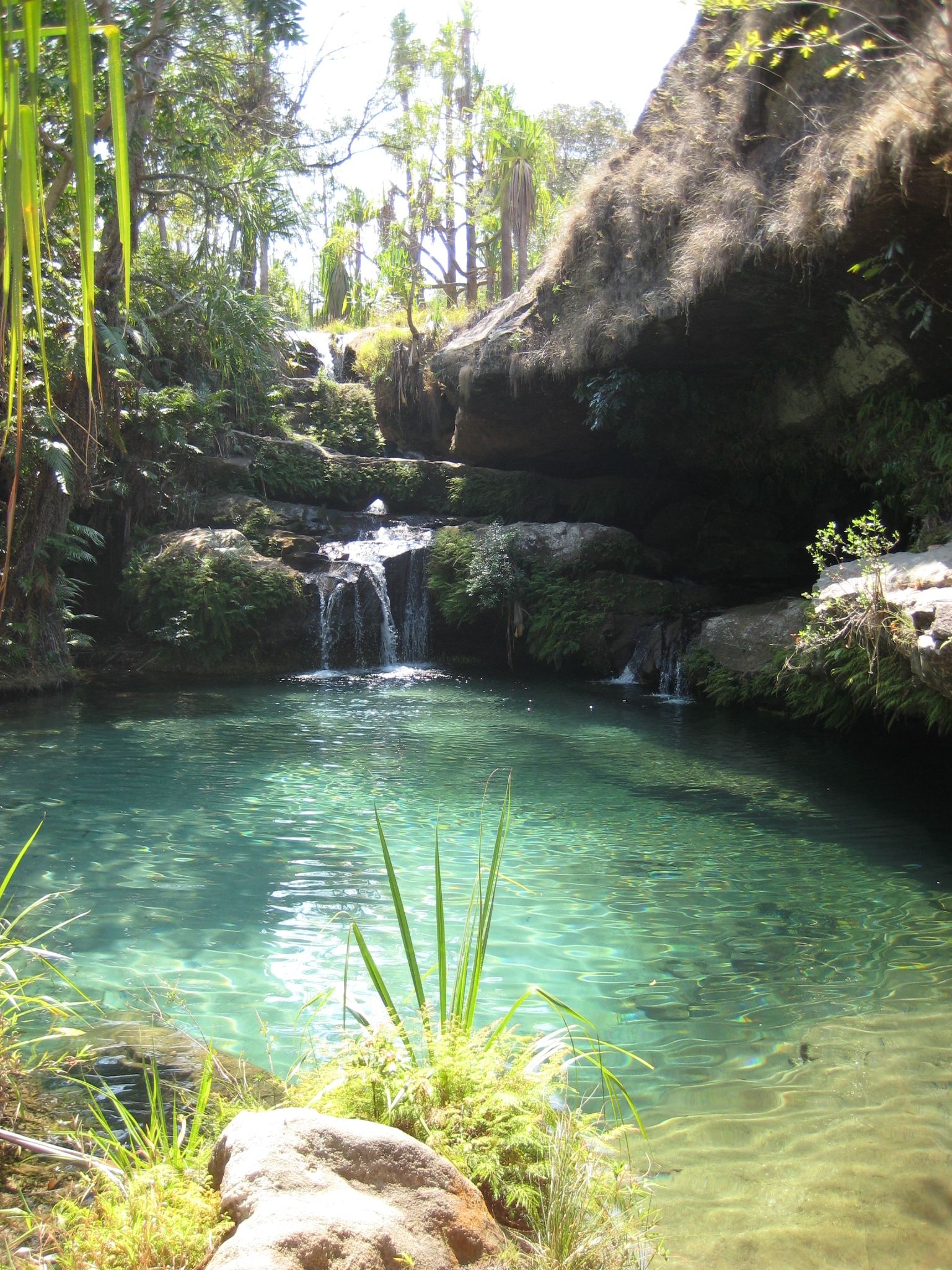
Vízesés
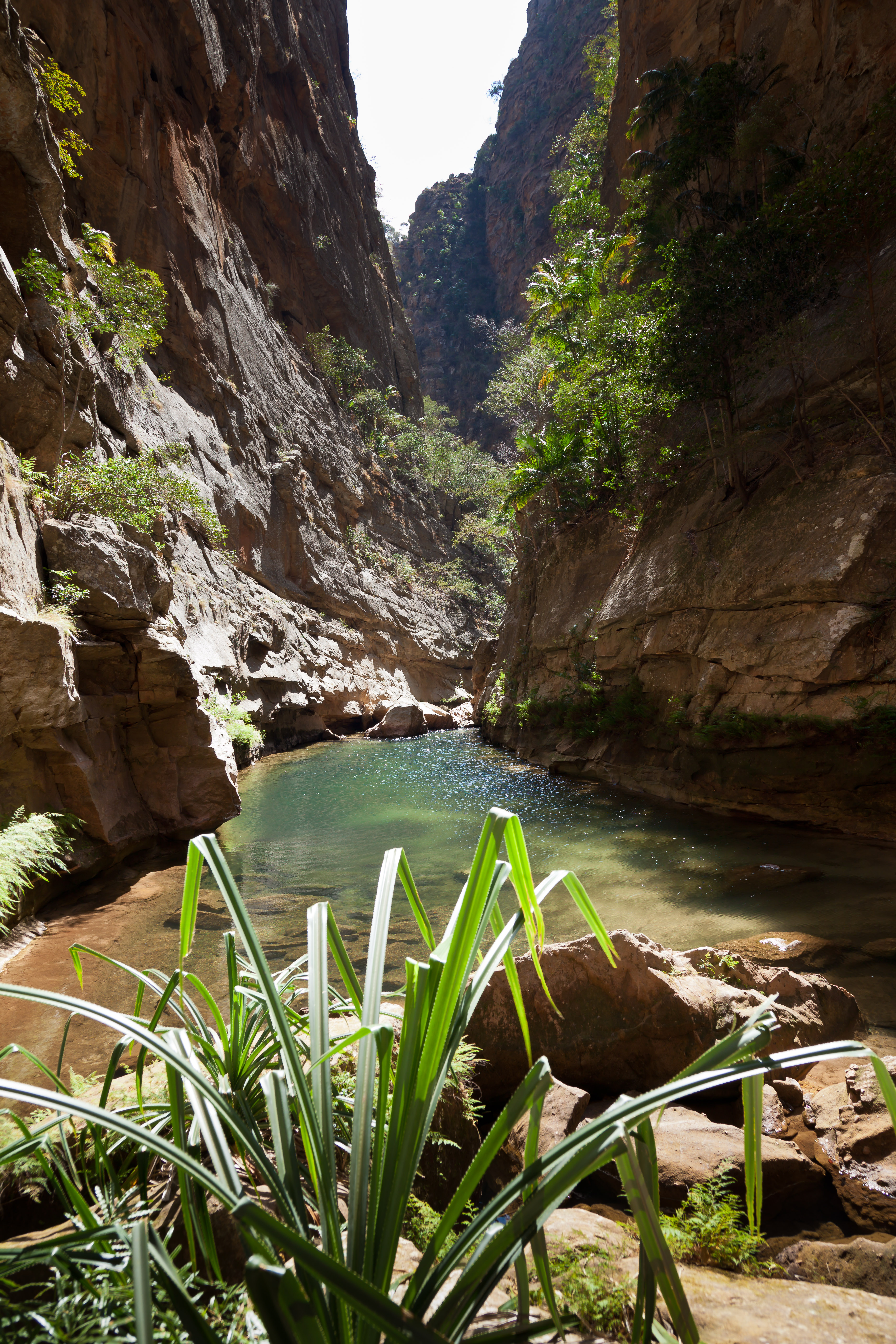
Kanyon
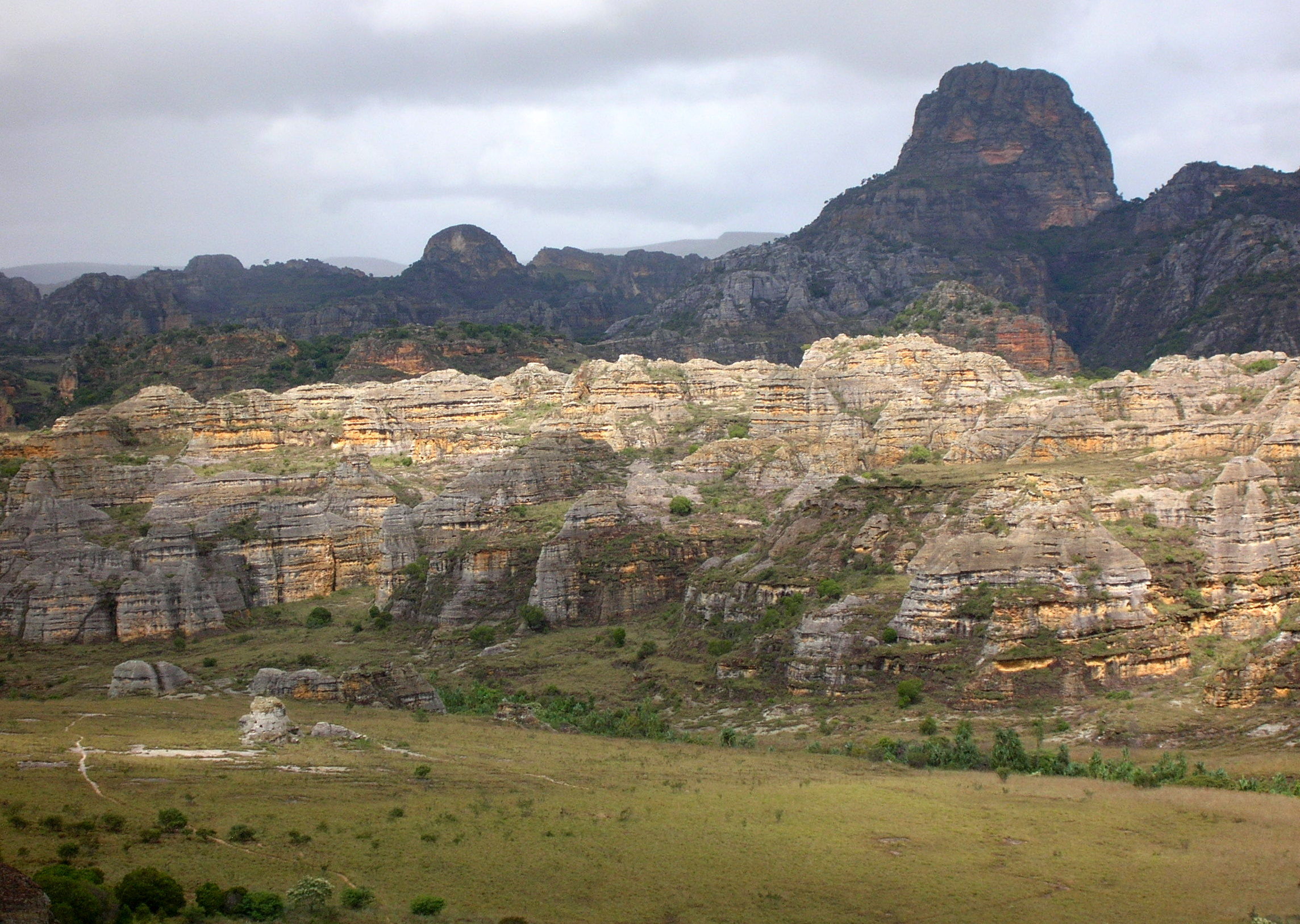
Buja és száraz táj
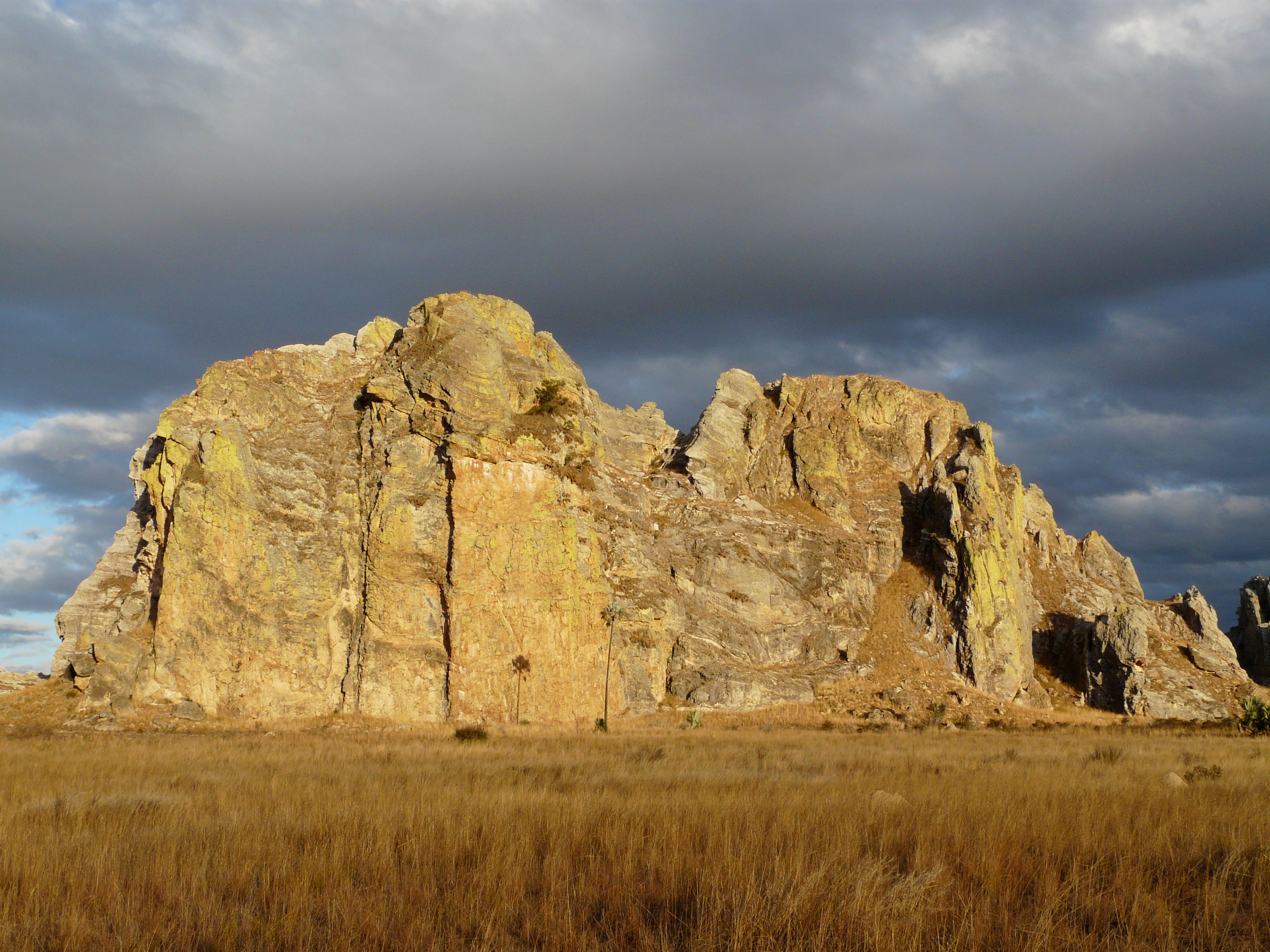
Lekopott sziklaformációk
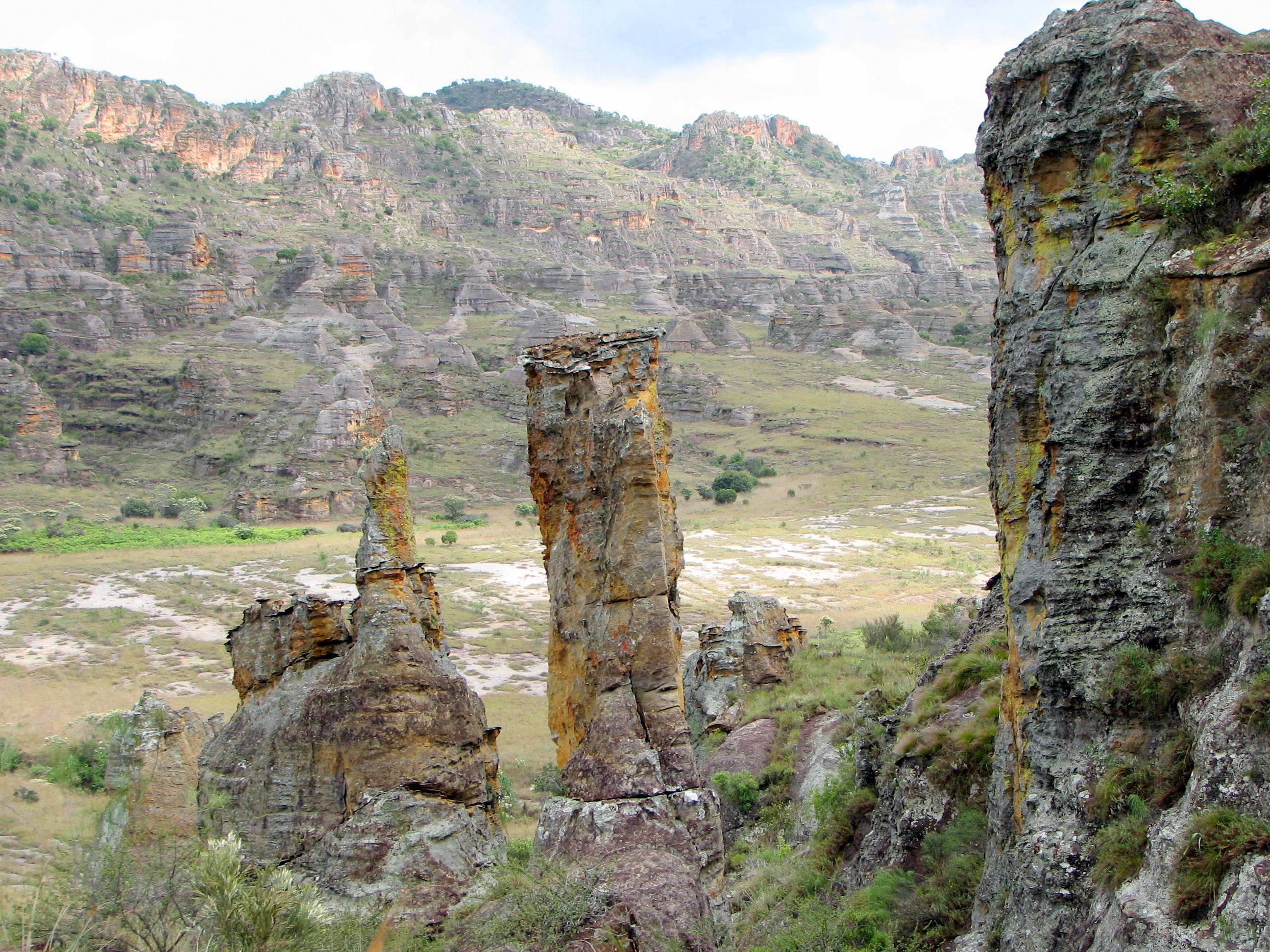
Állókövek az Isalo Nemzeti Parkban
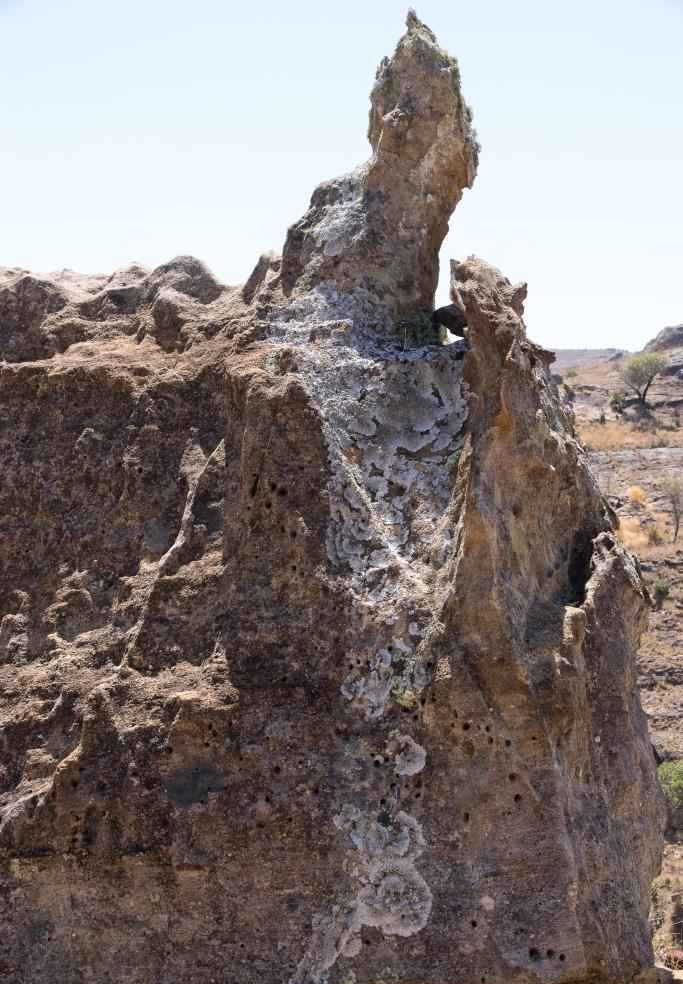
Zuzmók
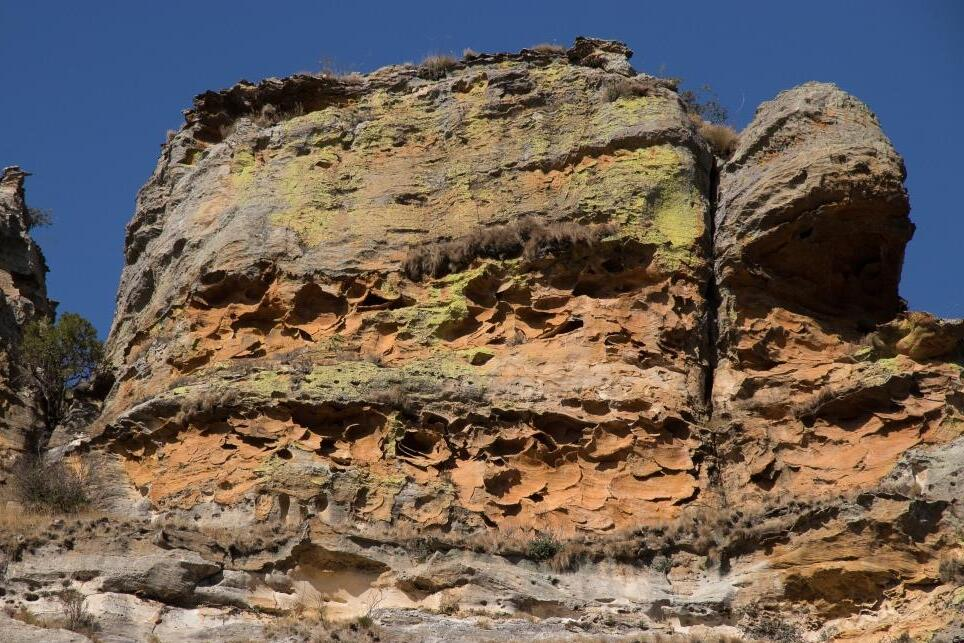
Zuzmók, Dermatiscum thunbergii

## Fordítás
- Ez a szócikk részben vagy egészben  az   Isalo National Park című angol Wikipédia-szócikk ezen változatának fordításán alapul.  Az eredeti cikk szerkesztőit annak laptörténete sorolja fel. Ez a jelzés csupán a megfogalmazás eredetét és a szerzői jogokat jelzi, nem szolgál a cikkben szereplő információk forrásmegjelöléseként.